# حيد الماجل (القريشية)

تعديل مصدري - تعديل

حيد الماجل هي إحدى قرى عزلة قيفه آل محن يزيد بمديرية القريشية التابعة لمحافظة البيضاء، بلغ تعداد سكانها 236 نسمة حسب تعداد اليمن لعام 2004.